# Château de Poncé
Le château de Poncé est un château de style Renaissance construit vers 1542 et situé sur l'ancienne commune de Poncé-sur-le-Loir. Il est en partie classé et inscrit au titre des monuments historiques.

## Histoire
Du château des seigneurs de Poncé, premiers barons du Vendômois, datant des XIe et XIIe siècles et XIIIe siècle, il ne reste que quelques vestiges dont les bases de deux tours. Le château est acheté par Bouchard de Courtremblay, seigneur de Connerré et La Roche-Turpin au début du XIVe siècle. Sa fille Jeanne le reçoit quand elle se marie avec Jean d'Angennes, surnommé Sapin Ier, panetier du roi Charles VI. Il rend aveu en 1414 pour la seigneurie de Poncé au comte de Vendôme. En 1440, Jean II d'Angennes, haut-seigneur de Rambouillet et de La Loupe par son père, de Poncé, Hauteville, Courtiras et La Roche-Turpin par sa mère, a vendu la seigneurie à une branche cadette des Chambray.
Le château est reconstruit au pied du château féodal, peut-être commencé par Jean IV de Chambray (mort en 1528-1529) marié à Françoise du Tilloy, mais plus sûrement par Jean V de Chambray, cinquième enfant de Jean IV, mort en 1560, et sa femme Éléonore des Feugerets, achevé vers 1542 d'après une date relevée sur une console de l'escalier. Poncé est resté dans la même famille en lignée féminine jusqu'en 1895 : Charles de Chambray († 1641) laisse notamment deux filles, Jeanne et Colombe de Chambray ; Jeanne de Chambray, dame de Poncé, épouse en 1648 Nicolas de Thiville : extinction de cette branche avec leur fille Marie de Thiville, mariée en 1699 à Charles de Coigne (1653-1729), d'où Henri-Edme de Coigne (1701-1761) ; succession à la branche venue de Colombe de Chambray, femme en 1648 de Pierre de Durcet, d'où Robert de Durcet, lui-même arrière-grand-père de Marie-Reine-Victoire de Durcet (1746-1807), épouse en 1762 de Jean-Joseph Leconte de Nonant, marquis de Raray (1731-1808) : Postérité, par leur fils prédécédé Joseph-Antoine Leconte de Nonant de Raray (1767-1792), marié en 1785 à Cécile-Rose Leconte de Nonant de Pierrecourt (1767-1853). Le château est acheté en 1895 par le comte de Partz qui le revend en 1924 au docteur Latron qui a entrepris sa restauration avec l'aide des architectes Polti, Vérité, Lagrange et Vassas.
Le labyrinthe de charmille datant de la Renaissance a été préservé.
Un décor néogothique brique et pierre de plus de 30 m de haut est élevé en 1830 contre le coteau pour l'isoler du village.
À l'origine, deux hauts pavillons encadrent symétriquement la tour d'escalier. La pavillon Est, disparu au cours du XVIIIe siècle, a été remplacé en 1804 par un bâtiment sans caractère qui présente néanmoins l'avantage de suggérer les volumes d'origine du château.
L'intérêt majeur de Poncé est sans aucun doute son escalier sculpté datant de la construction du château et jamais retouché depuis. Sur 6 voûtes successives, les plafonds sont sculptés de près de 160 caissons tous différents aux motifs végétaux, mythologiques, bibliques et héraldiques. La fantaisie, la finesse et la maîtrise de ces sculptures en font indéniablement un des plus beaux escaliers Renaissance de France.
La façade Nord est bordée d'une élégante galerie à l'italienne formant terrasse en sa partie supérieure.
L'imposant pigeonnier renfermant plus de 1800 boulins a conservé ses échelles tournantes.
Les communs, datant de 1775, complètent cet ensemble pittoresque.

## Architecture

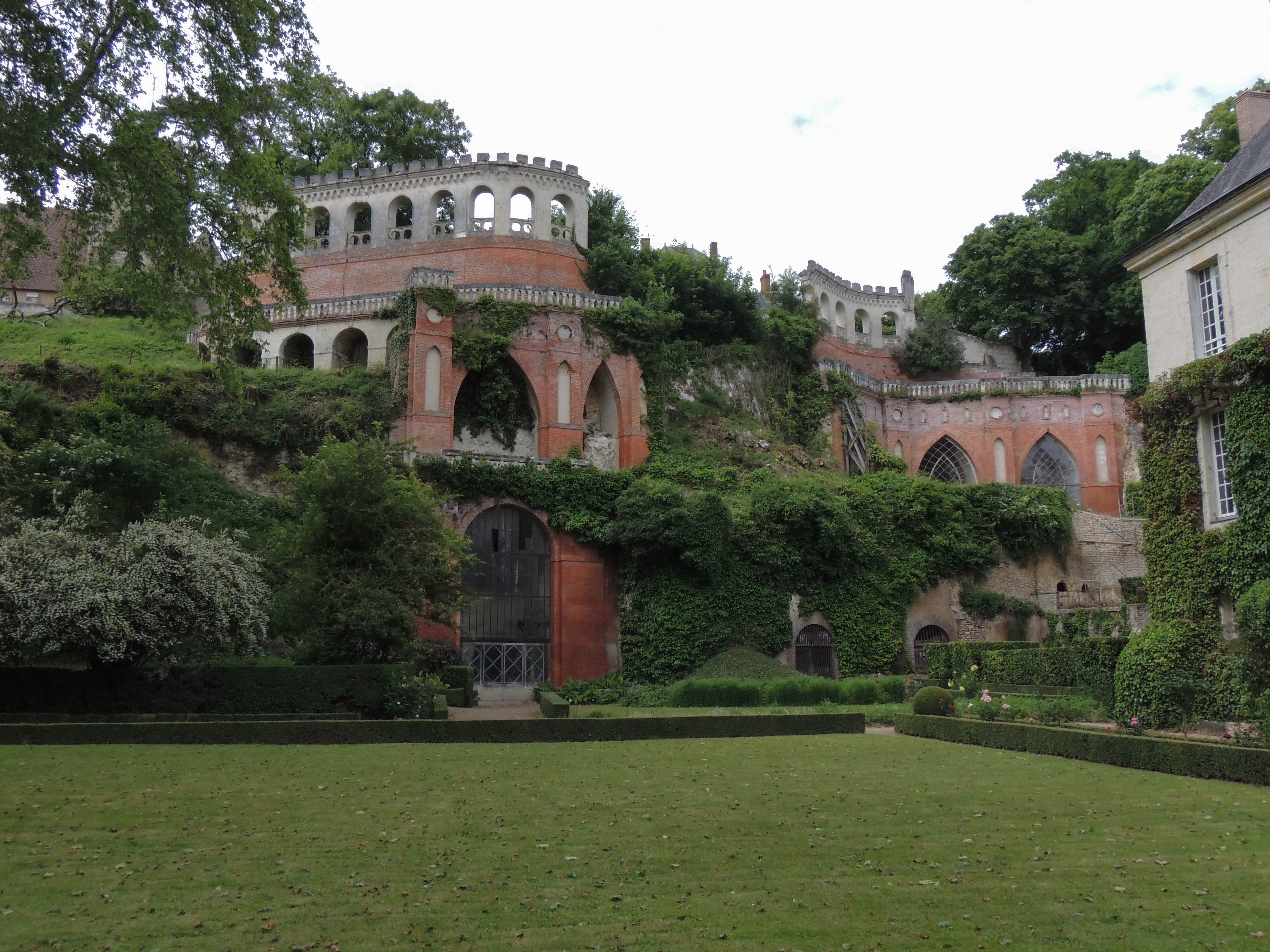
La terrasse Caroline.
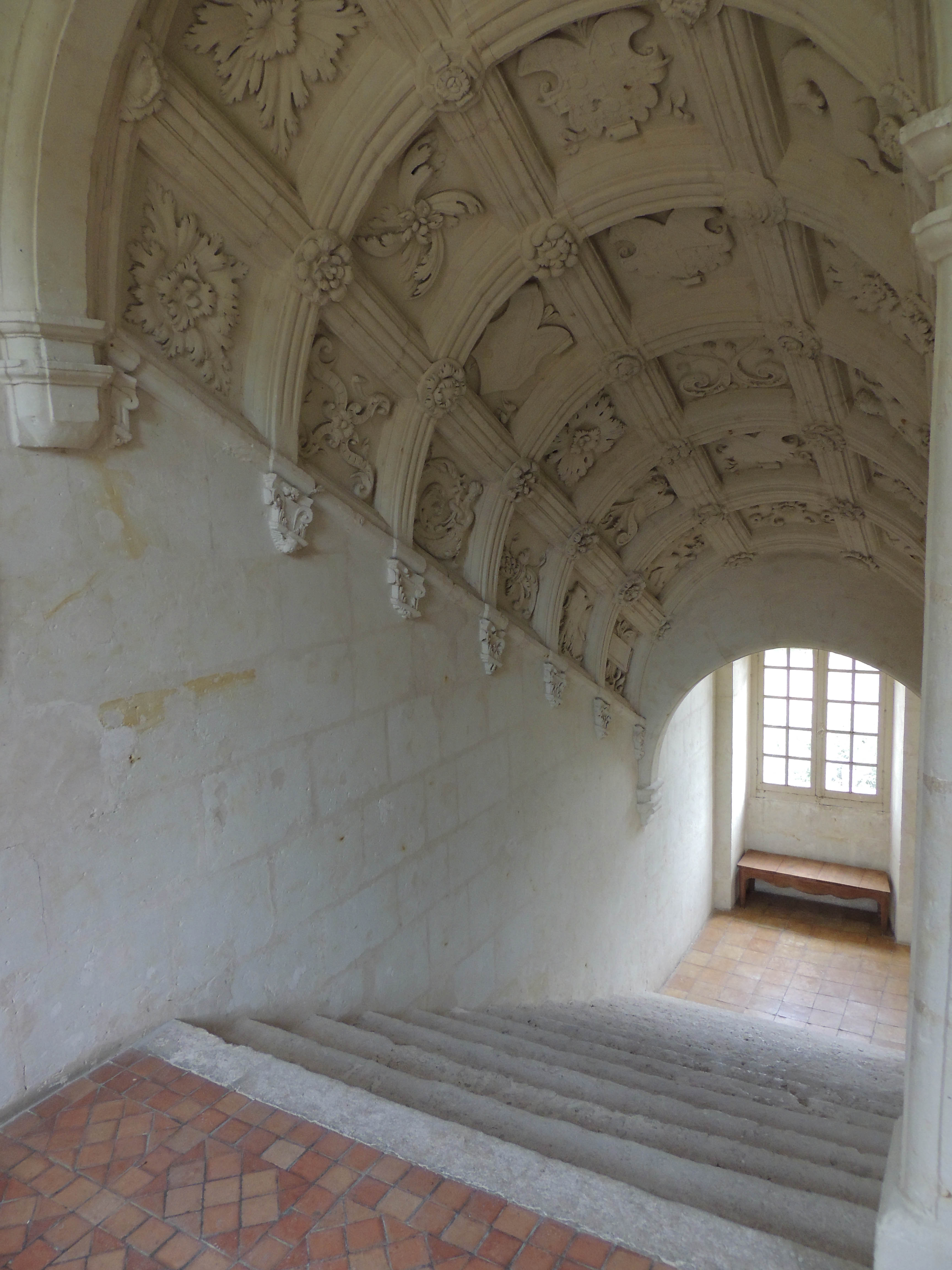
Un escalier intérieur.
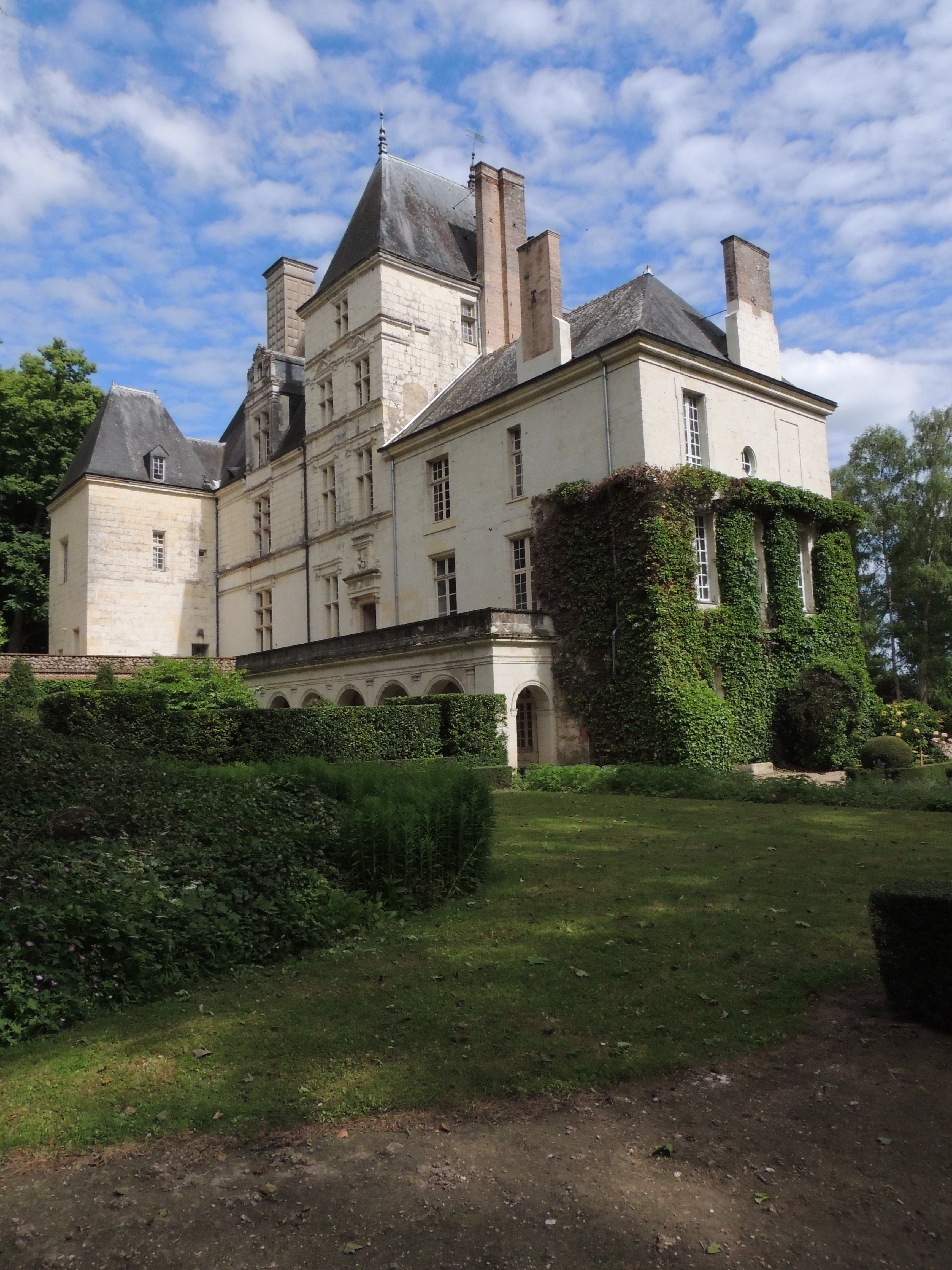
Vue sur la façade nord.
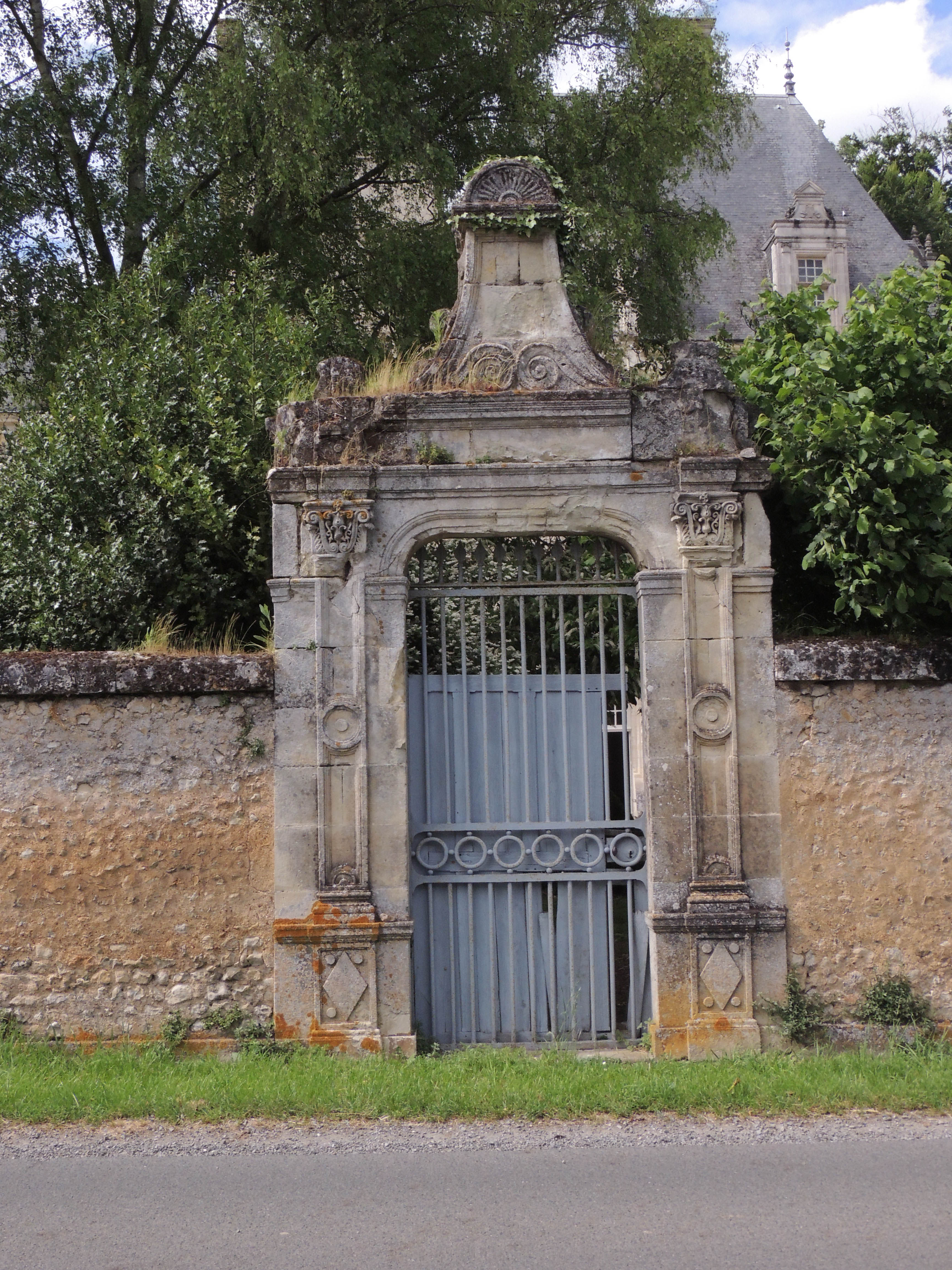
Portail sur la rue des coteaux.

## Protections
Les façades et les toitures, le grand escalier intérieur et le colombier du XVIIe siècle font l'objet d'un classement au titre des monuments historiques par arrêté du 29 septembre 1928.
La « Terrasse Caroline » fait l'objet d'un classement au titre des monuments historiques par arrêté du 26 janvier 1989.
Les intérieurs du château, le bâtiment des communs et le jardin potager font l'objet d'une inscription au titre des monuments historiques par arrêté du 17 janvier 1996.
Les jardins du château font l'objet d'un classement au titre des monuments historiques par arrêté du 21 janvier 1999.

## Jardins
Les jardins du château de Poncé sont surtout remarquables pour leur charmille dont le tracé remonte au XVIe siècle. Elle permet de se faire une idée des jardins primitifs beaucoup plus importants qui descendaient jusqu'au Loir. La charmille du château de Poncé est constituée de deux sections successives bordée d'un long « tunnel de verdure ». La première partie est composée de salles de verdure et agrémentée de petits bassins en eau. La seconde partie offre au visiteur un labyrinthe d'agrément au centre duquel se dresse un majestueux platane qui aurait été planté vers 1580. Une terrasse bordée de tilleuls surplombe les parterres et permet d'en apprécier le tracé régulier. Elle mène au jardin à l'italienne à l'arrière du château, dessiné dans les années 1930.
Ces jardins bénéficient du label Jardin remarquable, décerné par le ministère de la Culture et de la Communication.